# Kabupaten de Malang
Le kabupaten de Malang, en indonésien Kabupaten Malang, est un kabupaten d'Indonésie de la province de Java oriental.

## Histoire
Une inscription découverte dans le village de Dinoyo, à 5 km à l'ouest de Malang, datée de 760 apr. J.-C., annonce que le roi Gajayana de Kanyuruhan a fondé un temple dédié à Agastya, un sage hindou. Il s'agit vraisemblablement du temple de Badut qui se trouve dans le village de Kejuron (forme moderne de Kanyuruhan), au nord-ouest de Malang.
Une inscription a été trouvée dans le village de Ngantang, à 45 km au nord-ouest de Malang. Elle est datée de 1135 apr. J.-C. et mentionne le toponyme de "Hantang", ce qui montre qu'il n'a pas changé en près de neuf siècles. Elle contient également les mots thani (chef de village), wisaya (préfet) et bhumi ("la terre", c'est-à-dire la capitale), que l'on retrouvera au XIVe siècle à l'époque du royaume de Majapahit. L'inscription de Hantang donne donc une idée de l'organisation de l'administration du royaume, que l'on estime être celui de Kediri.
À l'époque du royaume de Singasari (1222-1292), Malang est située en son centre. À l'époque de Majapahit, Singasari n'est plus qu'un nagara (province).
En 1614, Malang est conquise par le royaume de Mataram.

## Archéologie
- Temple de Badut (VIIIe siècle)
- Temple de Kidal (1248)
- Temple de Jago : construit en 1275 - 1300, on pense qu'il accueille les cendres du roi Wisnuwardhana, 4e souverain de Singasari. Il se trouve dans le village de Jago, à 22 km à l'est de Malang.
- Temple de Singosari : ce monument a été érigé en 1300 en l'honneur de Kertanegara, dernier roi de Singasari, mort en 1292 lors d'une rébellion. Le temple est situé à 9 km au nord de Malang, dans la ville de Singosari.

- Candi Karangkates : situé au nord-ouest de la petite ville de Sumberpucung, il s'agit d'une imposante statue de Ganesha, fils de Shiva, debout les pieds joints sur une base en demi-cercle formée de crânes, représentation typique des cultes tantriques de l'époque Singasari.
- Temple de Sumberawan (fin XIVe siècle ou début XVe siècle)

## Tourismeet culture
La région de Malang possède une tradition de danse propre avec notamment son Tari Topeng (danse masquée), le Jaran Pegon, la Tari Beskalan.
Les villages de Jabung et Kedungmonggo sont connus pour leurs facteurs de masques.

### Plantations
- Les plantations de thé de Wonosari se trouvent à 30 km au nord de la ville de Malang.

### Volcans
- Le volcan Bromo est situé dans le massif du Tengger. Les habitants de cette région sont restés hindouistes.

### Plages
- Plage de Sendangbiru : elle est située à 70 km au sud de Malang sur la côte sud, dans le village de Tambakrejo. À 300 mètres de la côte se trouve l'île de Sempu, qui abrite une réserve naturelle.

### Le temple hindouiste de Balekambang
La plage de Balekambang est située à environ 60 kilomètres au sud de Malang, au bord de l'océan Indien. Sur Ismoyo, un des trois îlots bordant la plage et nommés d'après des personnages de l'épopée indienne du Ramayana, se trouve le pura (temple hindouiste) Sad Kahyangan, relié à la terre ferme par un ponton en béton. Sad Kahyangan a été inauguré en 1985. Il s'inspire du temple de Tanah Lot à Bali.
En novembre, des hindouistes viennent ici participer à la cérémonie de purification du Purnamaning Kalima. L'autre grande cérémonie du temple est le Nyepi, qui se tient en mars.

## Galerie

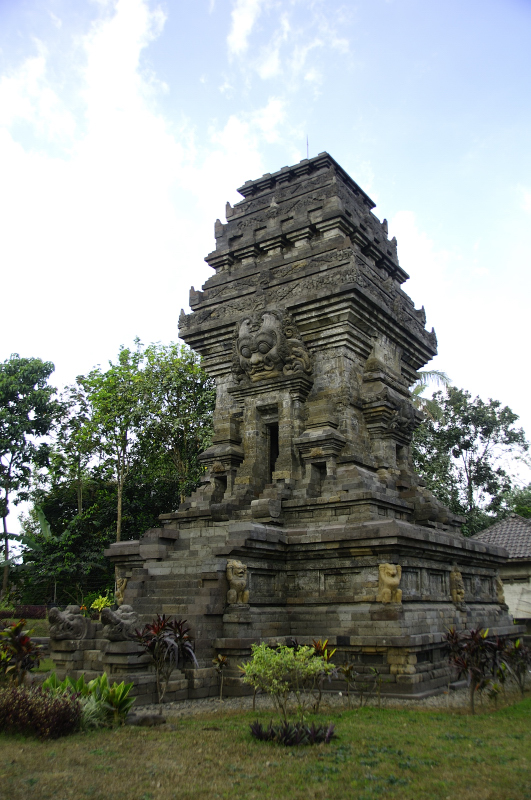
Le temple de Kidal
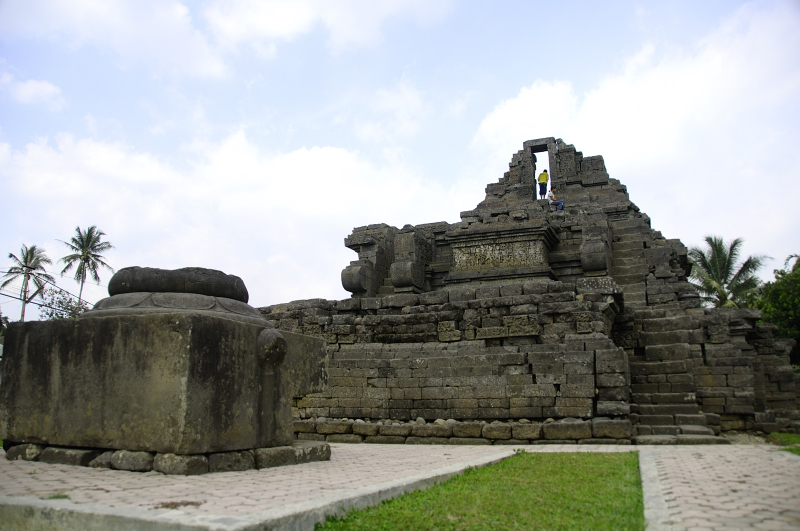
Le Candi Jago ou Jajaghu
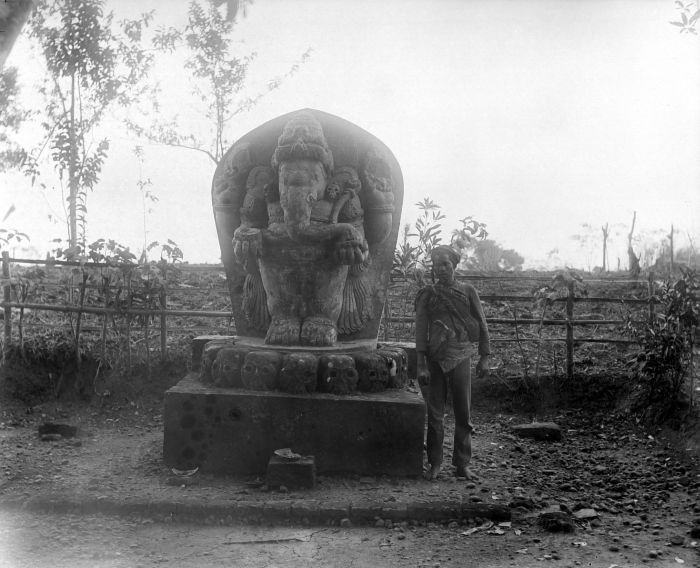
La statue de Ganesha à Sumberpucung
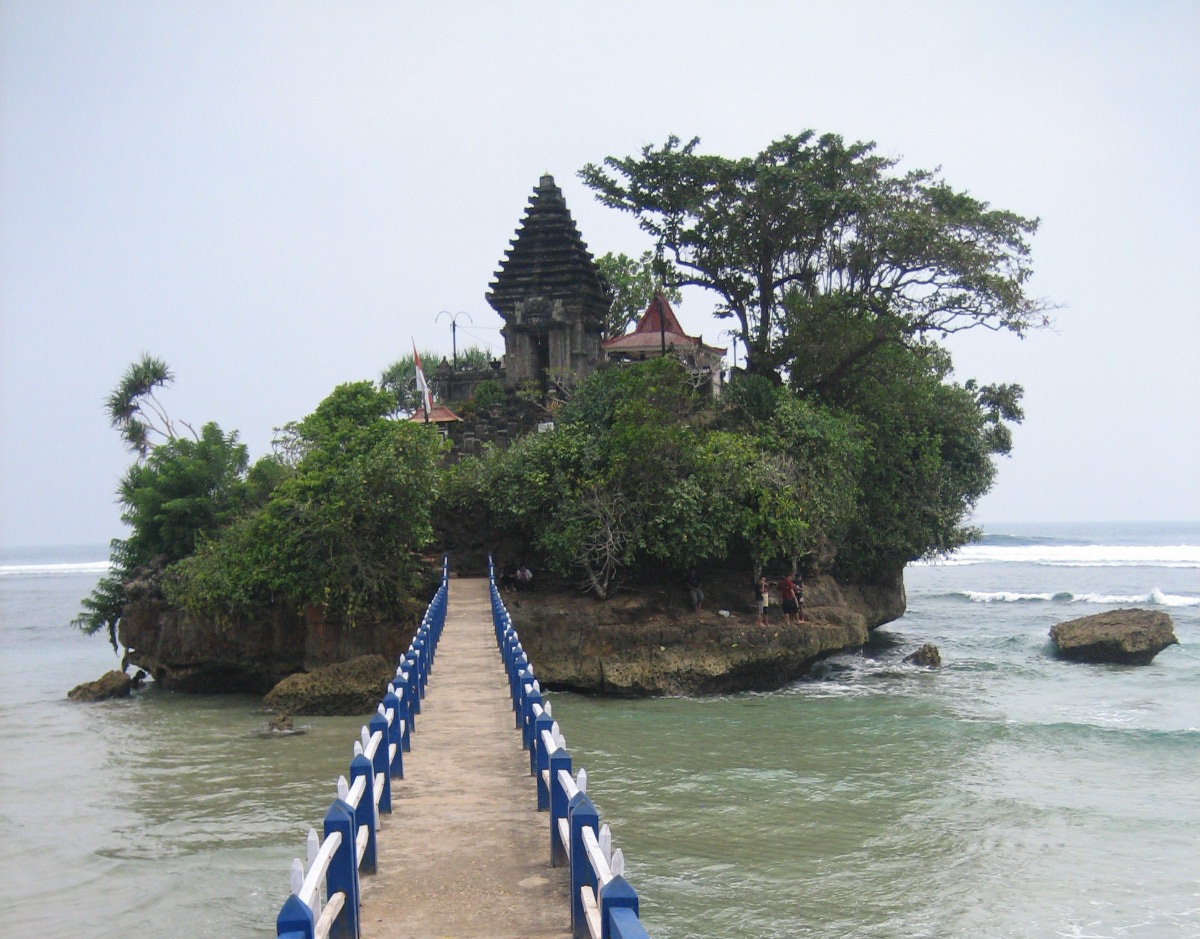
Le temple de Balekambang
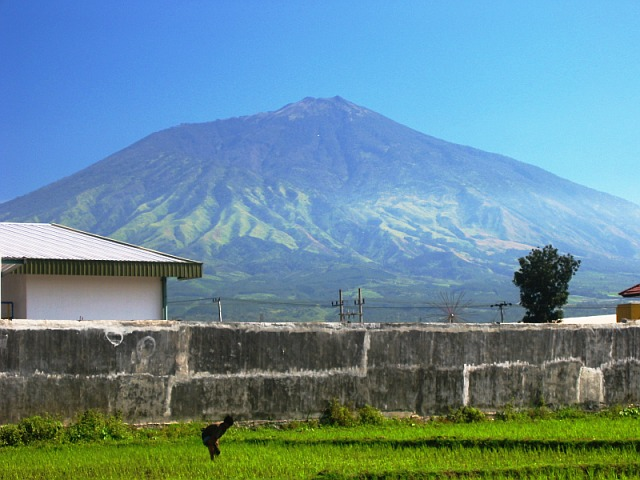
Le volcan Arjuno-Welirang
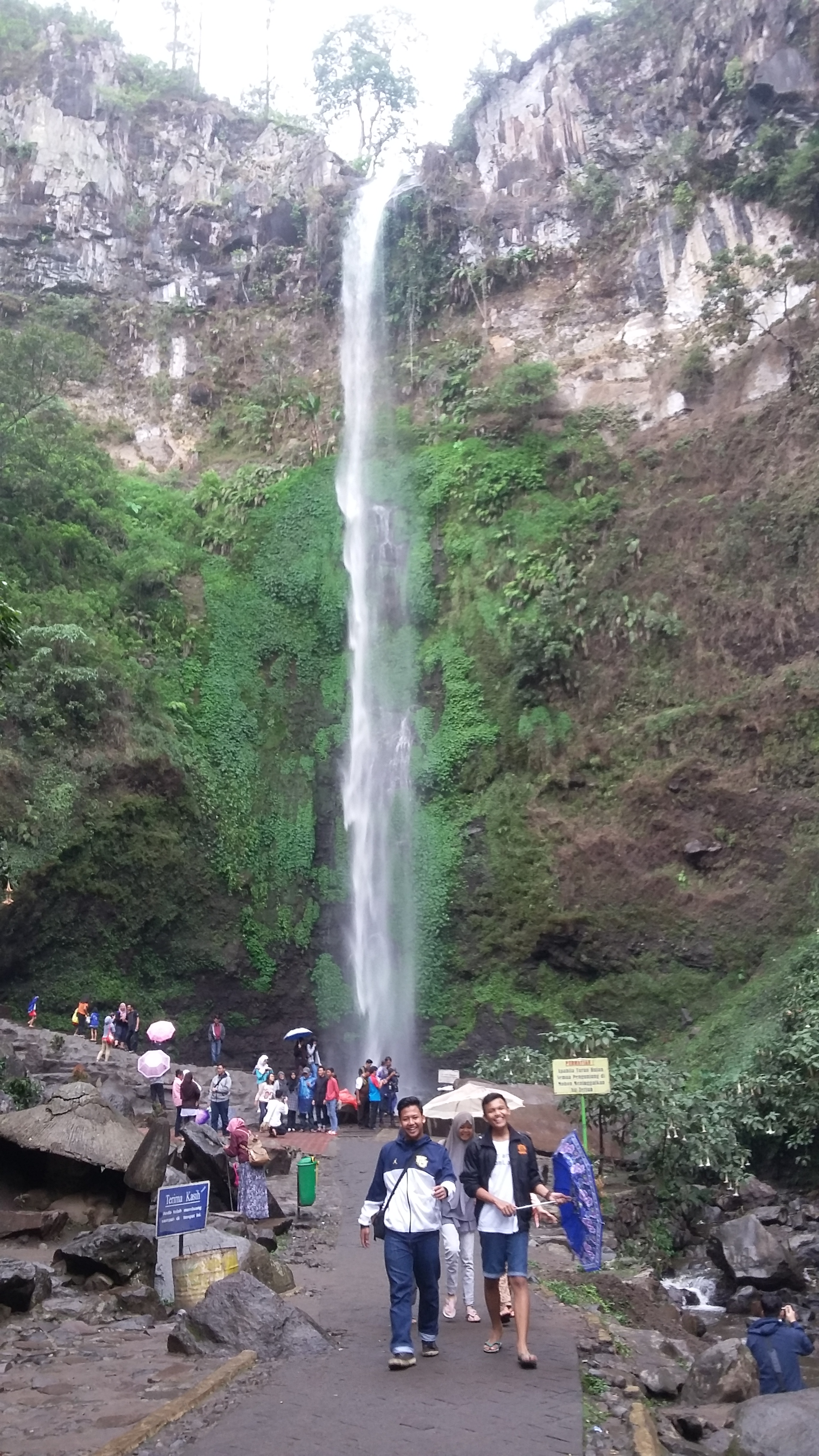
La chute d'eau de Cuban Rondo
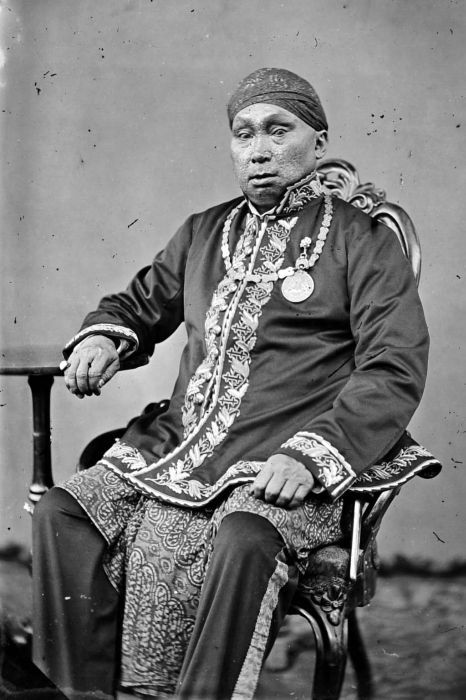
Le regent de Malang (1913)

## Régentsde l'époque coloniale
- Adipati Soeroadinegoro, né Han Sam Kong (1808)
- Raden Tumenggung Notodiningrat I (1820 - )